# Río Lumaco
Río Lumaco är ett vattendrag  i Chile.   Det ligger i regionen Región de la Araucanía, i den södra delen av landet, 600 km söder om huvudstaden Santiago de Chile.
I omgivningen kring Río Lumaco växer i huvudsak städsegrön lövskog och området är glesbefolkat, med 15 invånare per kvadratkilometer.